# Stinica
Stinica je vas, apartmajsko naselje in novo trajektno pristanišče ob Velebitskem kanalu, Hrvaška; spada pod mesto Senj Liško-senjske županije. Od 3. julija 2012 trajekti iz Stinice povezujejo celino z otokom Rab.

## Geografija
Stinica leži kilometer severno od Jablanca v zalivu Vela Stinica.
Stinico tvorita pravzaprav dva zaliva: Mala Stinica in Vela Stinica, ob katerem je apartmajsko naselje.

### Mala Stinica
Mala Stinica je zaliv, ki leži južno Vele Stinice. V zalivu je 150 metrov dolg pristan s pomolčkom nekdanjega žagarskega obrata in globino morja do 4 metre. Zaliv je izpostavljen zahodnim vetrovom.

### Vela Stinica
Vela Stinica je širok razvejan zaliv, ki je zaradi velike globine neprimeren za sidranje. Sidranje je sicer mogoče samo v severnem delu zaliva, a še to pri globini morja do 20 metrov. Privez plovil je mogoč ob pristanu, ki so ga nekoč uporabljali za natovarjanje lesa. Zaliv, v katerem je na južnem delu zraslo apartmajsko naselje, je zaradi oblike v severnem delu zavarovan pred burjo, v južnem pa pred jugom. Ves zaliv je izpostavljen zahodnim vetrovom.

## Zgodovina
V antiki je bilo tu nasebina Ortopla, od katere so še vidni ostanki srednjeveške utrdbe, temelji zgradb in grobovi. Naselje so  domnevno porušili Tatari v 13. stoletju.
Na mestu sedanjega trajektnega pristanišča je bilo manjše pristanišče iz katerega so odvažali hlodovino, ki so jo s tovorno žičnico spuščali z Velebita.

## Demografija
| Pregled števila prebivalcev po letih | Pregled števila prebivalcev po letih | Pregled števila prebivalcev po letih | Pregled števila prebivalcev po letih | Pregled števila prebivalcev po letih | Pregled števila prebivalcev po letih | Pregled števila prebivalcev po letih | Pregled števila prebivalcev po letih | Pregled števila prebivalcev po letih | Pregled števila prebivalcev po letih | Pregled števila prebivalcev po letih | Pregled števila prebivalcev po letih | Pregled števila prebivalcev po letih | Pregled števila prebivalcev po letih | Pregled števila prebivalcev po letih |
| ------------------------------------ | ------------------------------------ | ------------------------------------ | ------------------------------------ | ------------------------------------ | ------------------------------------ | ------------------------------------ | ------------------------------------ | ------------------------------------ | ------------------------------------ | ------------------------------------ | ------------------------------------ | ------------------------------------ | ------------------------------------ | ------------------------------------ |
| 1857                                 | 1869                                 | 1880                                 | 1890                                 | 1900                                 | 1910                                 | 1921                                 | 1931                                 | 1948                                 | 1953                                 | 1961                                 | 1971                                 | 1981                                 | 1991                                 | 2001                                 |
| 747                                  | 1106                                 | 1062                                 | 1032                                 | 1345                                 | 1335                                 | 1270                                 | 1028                                 | 922                                  | 868                                  | 652                                  | 288                                  | 229                                  | 145                                  | 105                                  |